# Votiefschip
Een votiefschip of kerkscheepje is een scheepsmodel dat zich in een kerk bevindt.

## Voorkomen
Gewoonlijk worden votiefschepen aan een kerkgebouw geschonken door zeelieden en scheepsbouwers. De meeste votiefschepen zijn te vinden in kerken in Scandinavië en daar vooral in Denemarken (waar vrijwel elke kerk een votiefschip bevat), maar ook in Zweden, Noorwegen en Finland. Ook in Duitsland, het Verenigd Koninkrijk en Spanje vindt men deze, evenals bijvoorbeeld in Bretagne, terwijl ze in andere landen sporadisch voorkomen. In België vindt men een votiefschip in de Onze-Lieve-Vrouw-ter-Duinenkerk te Mariakerke en in de Onze-Lieve-Vrouw van Blindekenskapel te Brugge, terwijl in Nederland een votiefschip te vinden is in de 17e-eeuwse kerk van Huisduinen, de 14e-eeuwse Dorpskerk in Wijk aan Zee, een aantal votiefschepen in de Grote of Sint-Bavokerk te Haarlem en in de Oude Kerk in Amsterdam. Ook in kerkgebouwen in de Zaanstreek zijn wel zes kerkscheepjes te vinden. In Frankrijk buiten Bretagne vindt men hier en daar eveneens votiefschepen, terwijl ze ook in Estland te vinden zijn.

## Geschiedenis
De gewoonte stamt uit de middeleeuwen en was vanouds een katholiek gebruik. Het oudst bekende votiefschip is een Spaans scheepsmodel uit de 15e eeuw, en het oudste votiefschip in de Scandinavische landen (1590) is afkomstig van de Grote kerk van Stockholm, maar het bevindt zich tegenwoordig in het Zeevaartmuseum van deze stad.
Overigens heeft de -oorspronkelijk katholieke gewoonte- nadrukkelijk ook na de reformatie stand gehouden: de Scandinavische kerken met votiefschepen zijn vrijwel zonder uitzondering Luthers.
De scheepsmodellen, die gewoonlijk van hoge kwaliteit zijn, worden meestal aan het gewelf opgehangen. Sommige zijn ook staande. In een aantal gevallen wordt geen scheepsmodel, maar een schilderij of glas-in-loodraam van een schip geschonken.

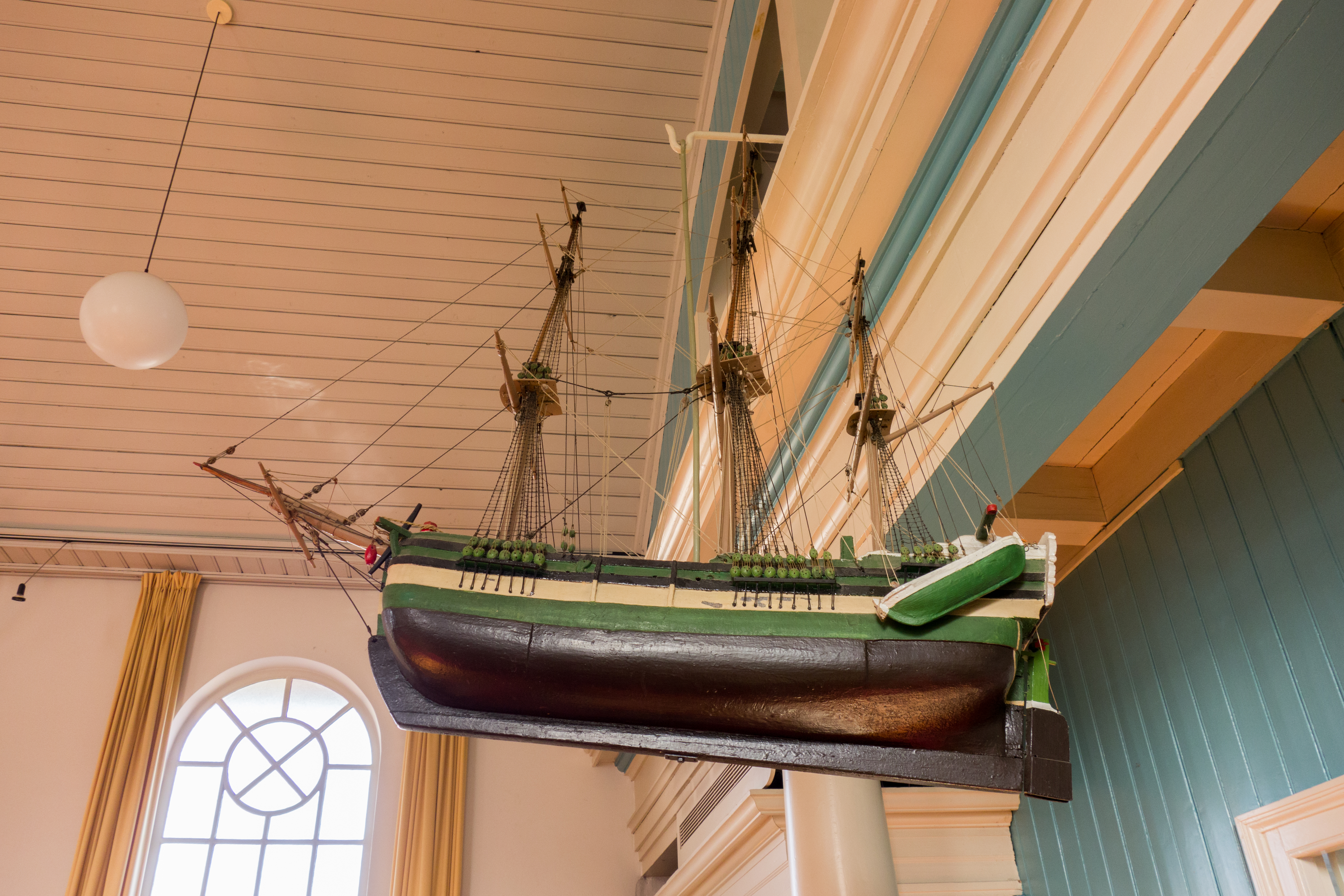
Votiefschip in de kerk van Huisduinen, Nederland
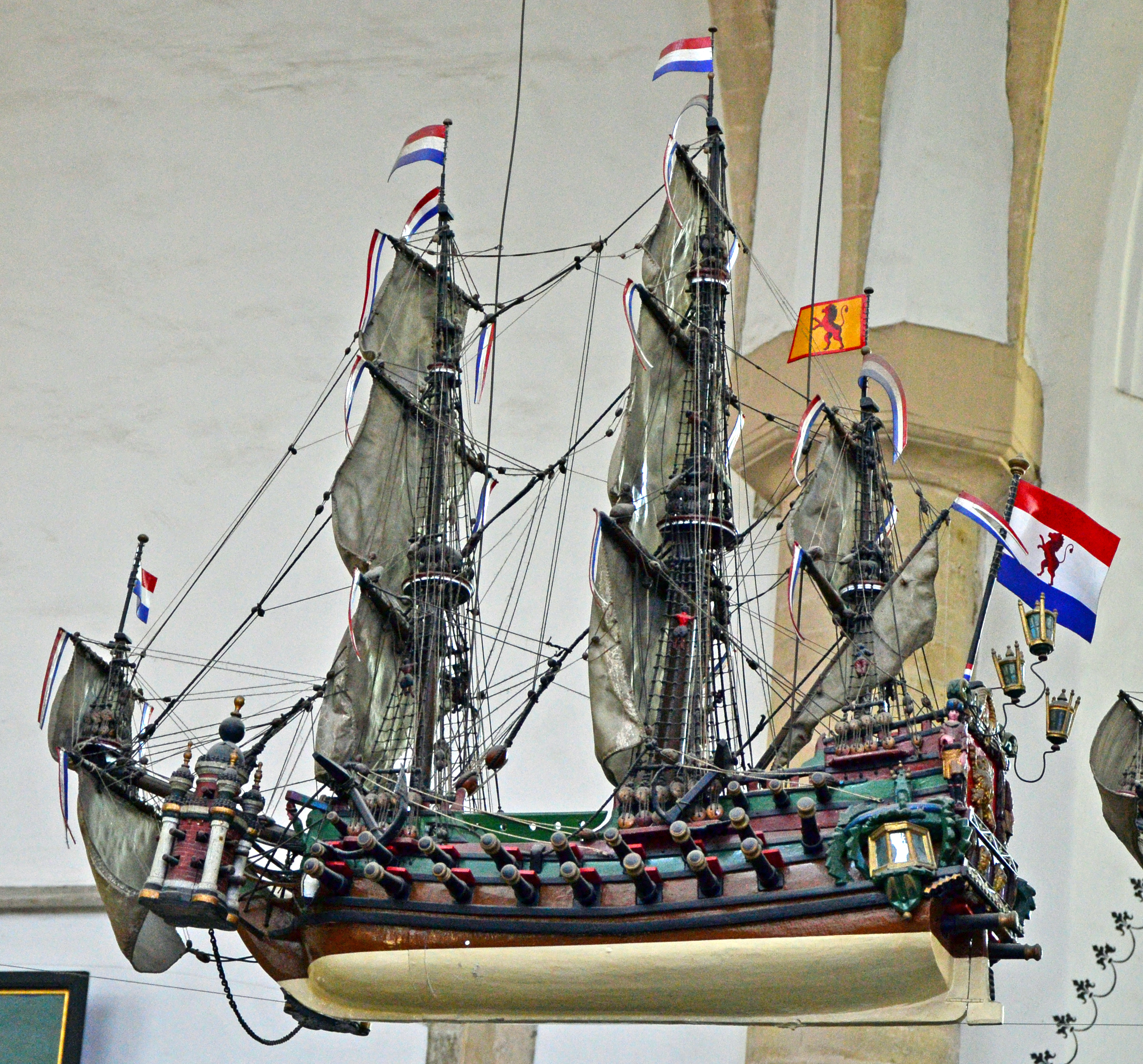
Votiefschip in de Grote of Sint-Bavokerk te Haarlem, Nederland
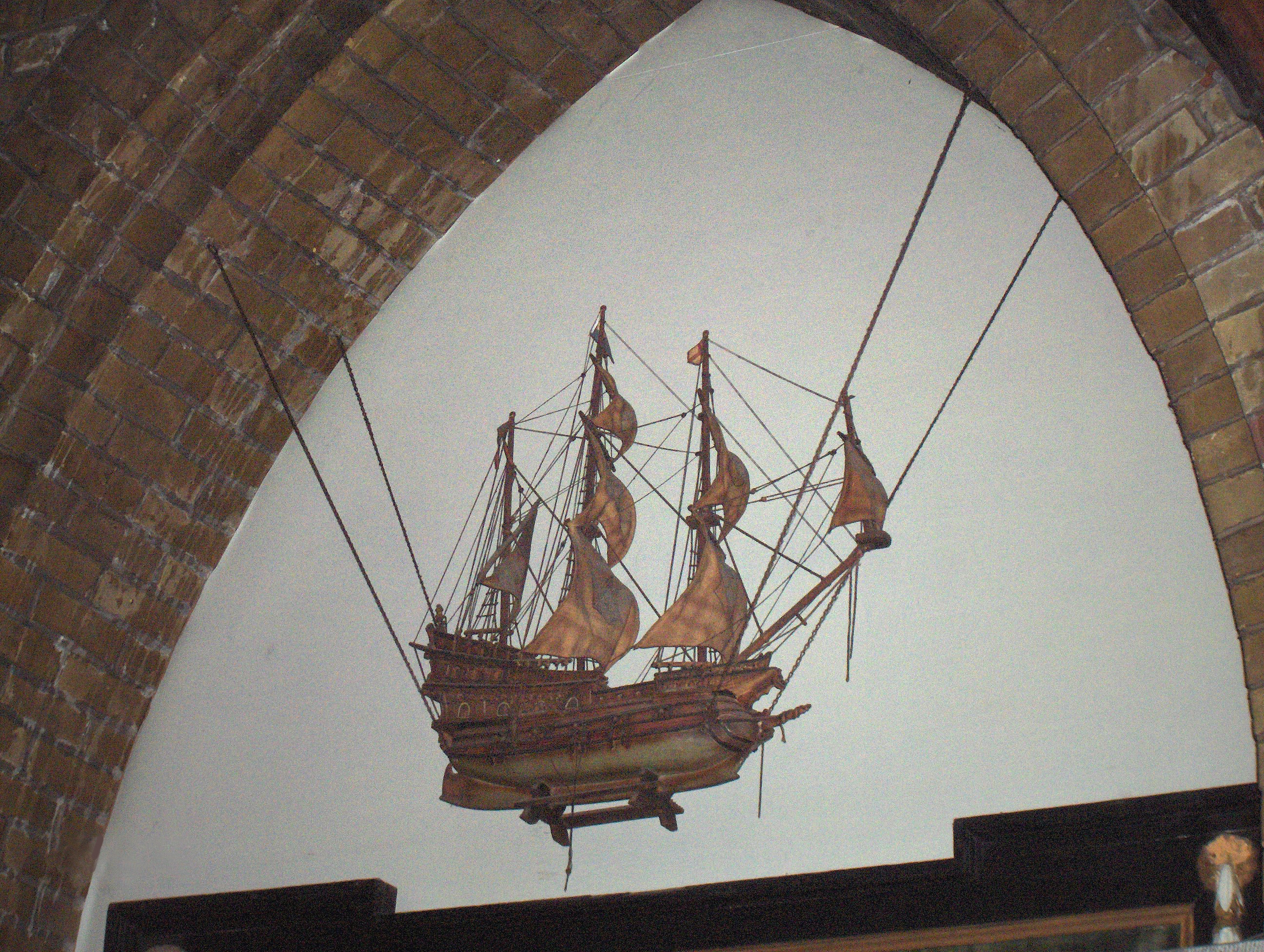
Votiefschip te Mariakerke, België
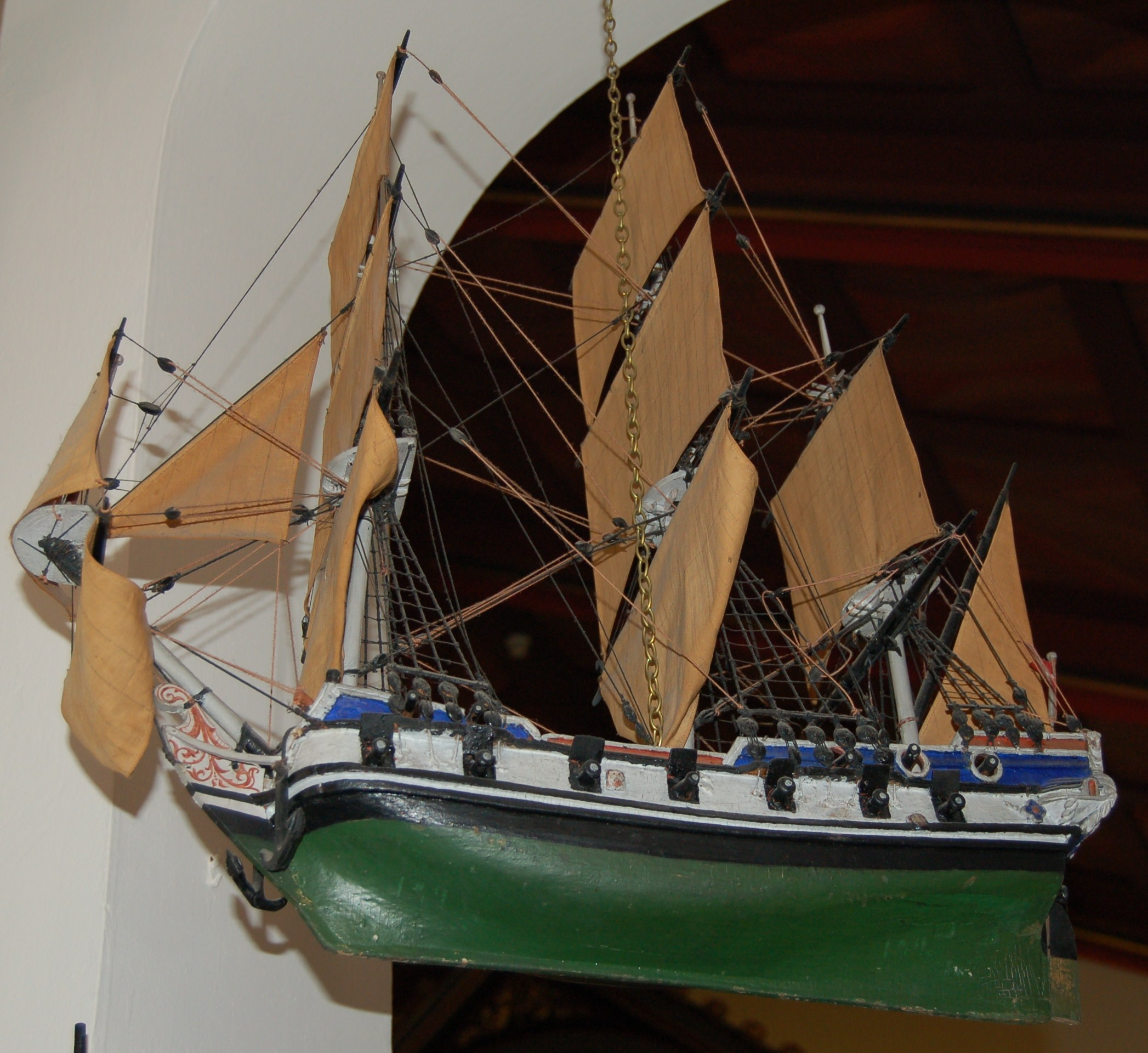
Votiefschip te Larvik, Noorwegen
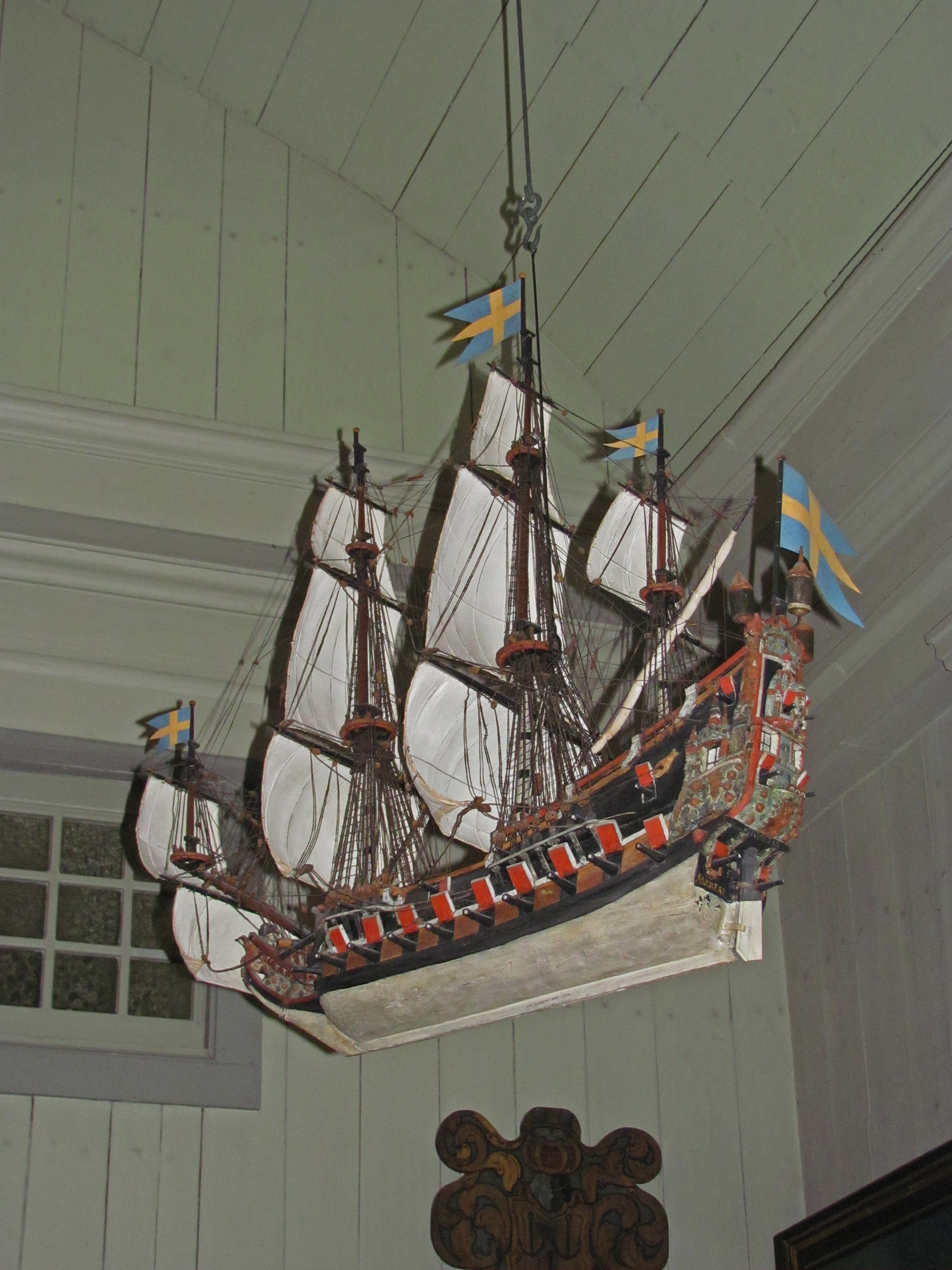
Votiefschip in Dalarö, Zweden
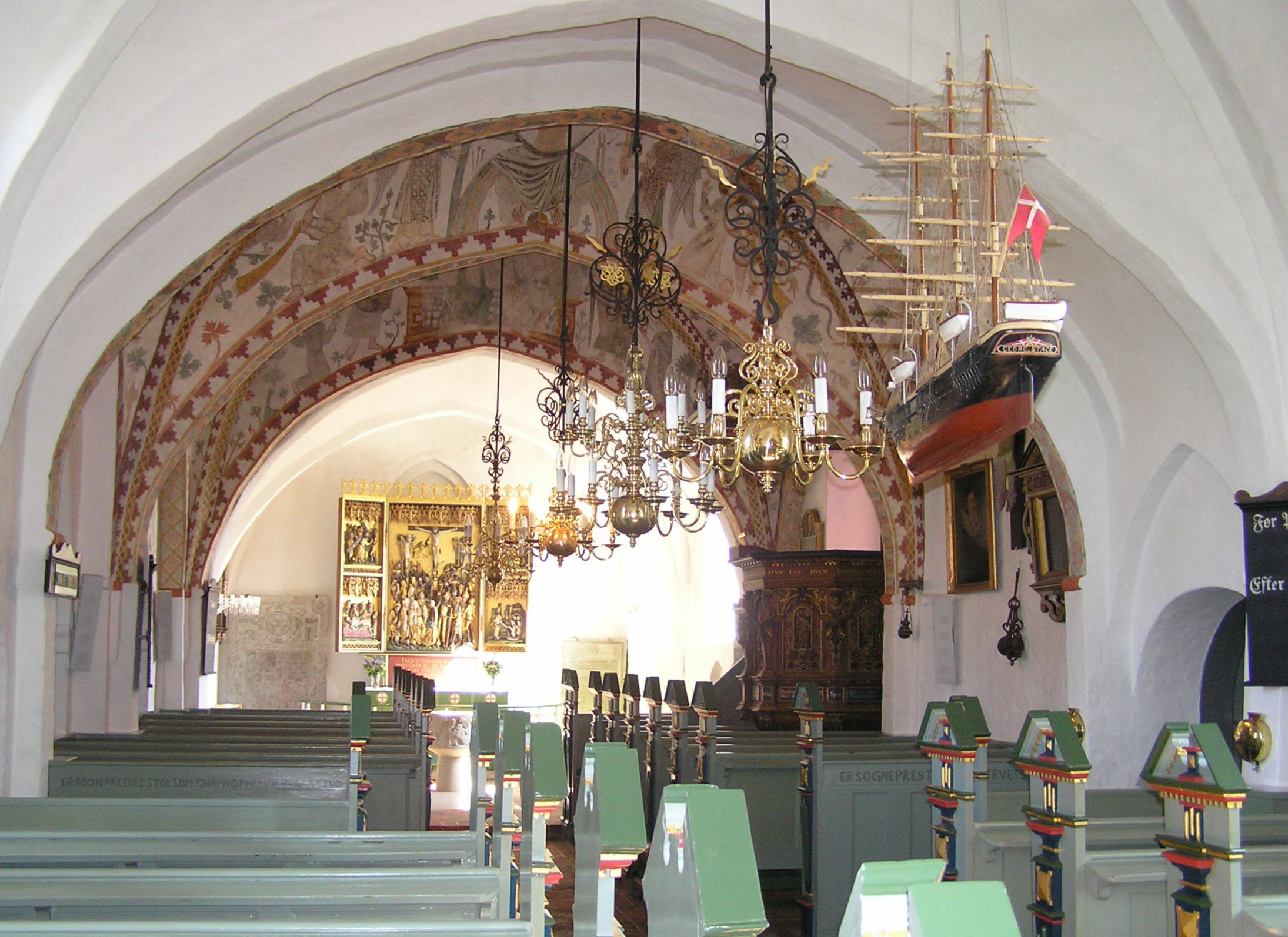
Votiefschip in Birkerød, Denemarken
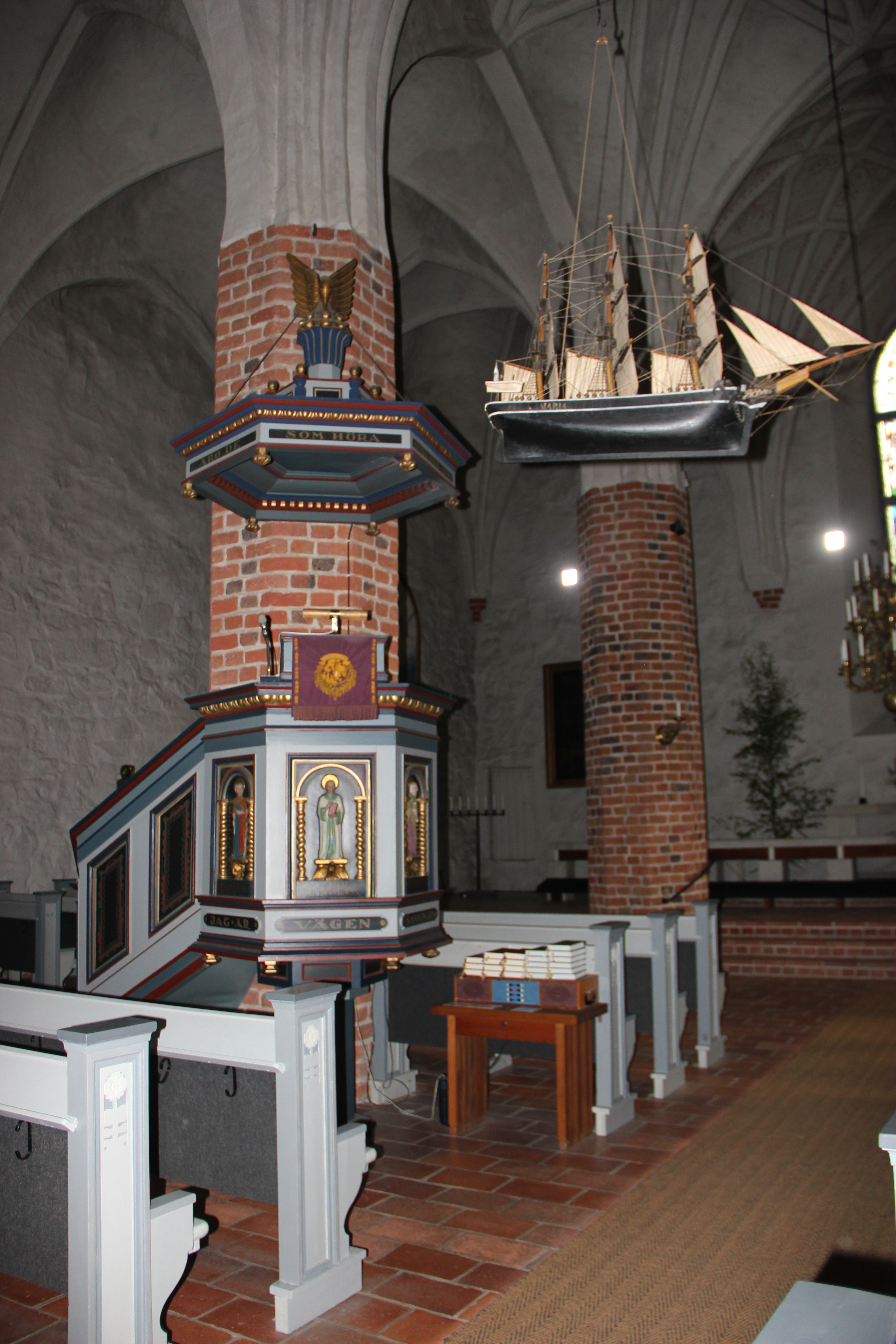
Votiefschip in Kimito, Finland
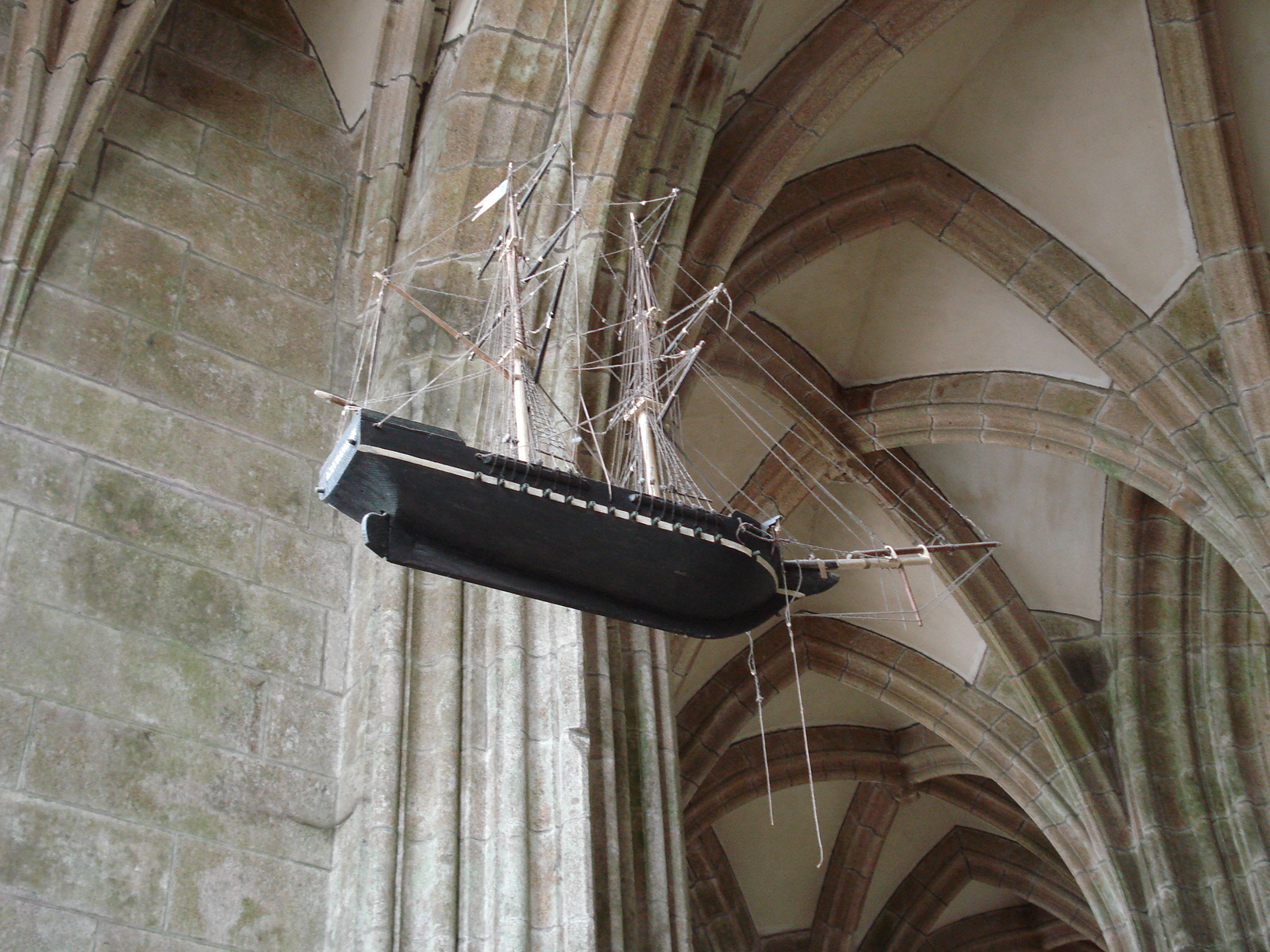
Votiefschip in Mont-Saint-Michel, Frankrijk
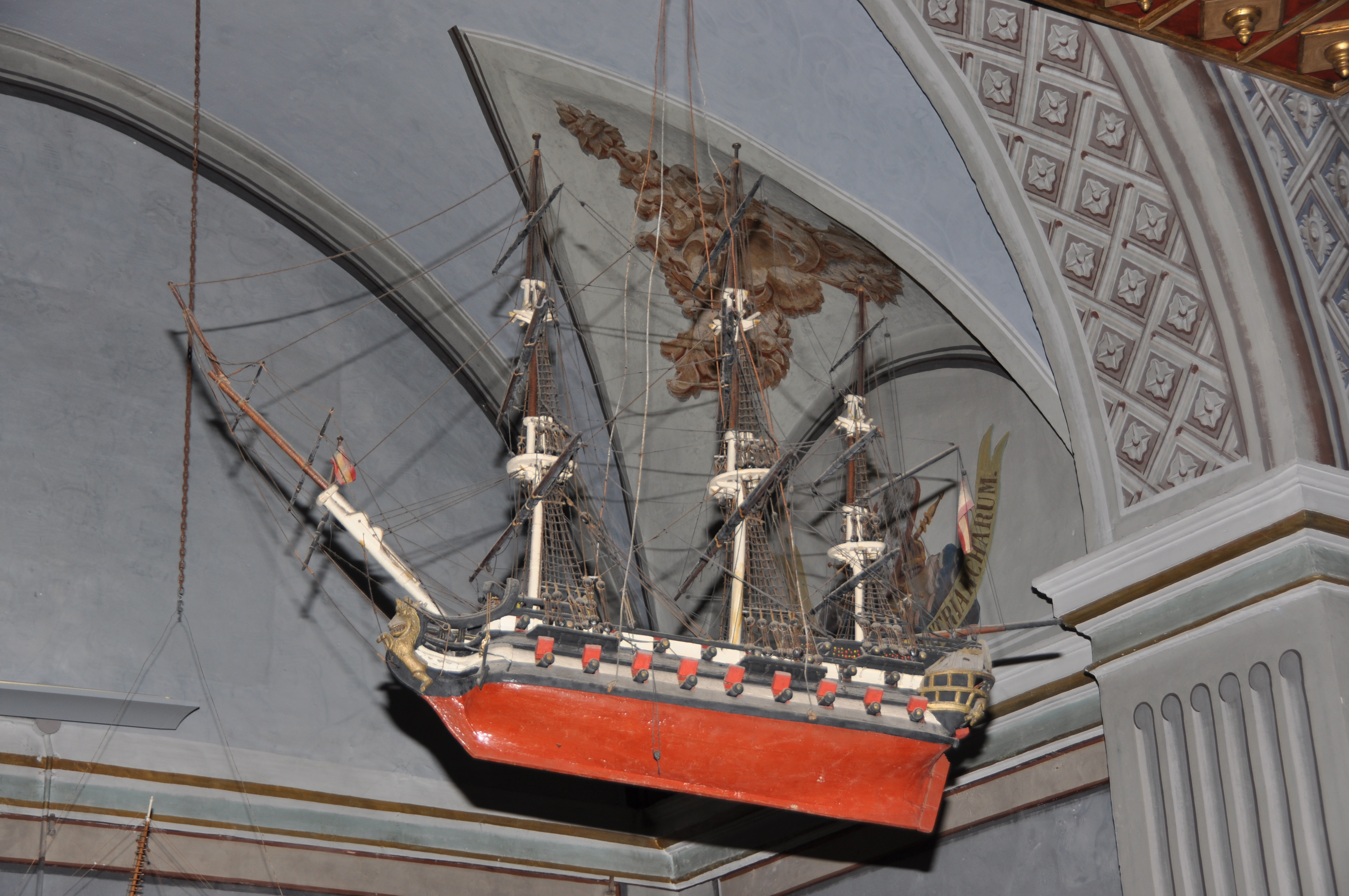
Votiefschip in Sitges, Spanje